# 真清田
真清田（ますみだ）は、愛知県一宮市の地名。

## 地理

### 交通
- 愛知県道190号名古屋一宮線
- 愛知県道18号大垣一宮線

### 施設
- 真清田神社
- 平安会館一宮中央斎場
- 一宮スポーツ文化センター
- 大宮公園
- 九品寺
- 九品寺幼稚園
- 真浄寺

## 歴史

### 地名の由来
地内に真清田神社があり、同社に由来する。

### 沿革
- 1973年（昭和48年） - 一宮市大宮町・楽橋町および東町・上本町通・本町通・宮西通・米野町・大正通・松井町・西之町・一宮の各一部により、同市真清田が成立[1]。

### 人口の変遷
国勢調査による人口および世帯数の推移。
| 1995年（平成7年）  | 235世帯 658人 |  |
| 2000年（平成12年） | 246世帯 637人 |  |
| 2005年（平成17年） | 261世帯 599人 |  |
| 2010年（平成22年） | 285世帯 637人 |  |
| 2015年（平成27年） | 292世帯 642人 |  |
| 2020年（令和2年）  | 297世帯 612人 |  |

### WEB
1. ↑  “愛知県一宮市の町丁・字一覧”.   人口統計ラボ. 2024年4月20日閲覧。
2. 1 2  総務省統計局 (2022年2月10日). “令和2年国勢調査の調査結果(e-Stat) - 男女別人口，外国人人口及び世帯数－町丁・字等” (CSV). 2023年8月2日閲覧。
3. ↑  “読み仮名データの促音・拗音を小書きで表記するもの(zip形式) 愛知県” (zip).   日本郵便 (2024年2月29日). 2024年3月26日閲覧。
4. ↑  “市外局番の一覧” (PDF).   総務省 (2022年3月1日). 2022年3月22日閲覧。
5. ↑  “ナンバープレートについて”.   一般社団法人愛知県自動車会議所. 2024年1月21日閲覧。
6. ↑  総務省統計局 (2014年3月28日). “平成7年国勢調査の調査結果(e-Stat) - 男女別人口及び世帯数 －町丁・字等” (CSV). 2021年7月20日閲覧。
7. ↑  総務省統計局 (2014年5月30日). “平成12年国勢調査の調査結果(e-Stat) - 男女別人口及び世帯数 －町丁・字等” (CSV). 2021年7月20日閲覧。
8. ↑  総務省統計局 (2014年6月27日). “平成17年国勢調査の調査結果(e-Stat) - 男女別人口及び世帯数 －町丁・字等” (CSV). 2021年7月21日閲覧。
9. ↑  総務省統計局 (2012年1月20日). “平成22年国勢調査の調査結果(e-Stat) - 男女別人口及び世帯数 －町丁・字等” (CSV). 2021年7月21日閲覧。
10. ↑  総務省統計局 (2017年1月27日). “平成27年国勢調査の調査結果(e-Stat) - 男女別人口及び世帯数 －町丁・字等” (CSV). 2021年7月21日閲覧。

### 書籍
1. 1 2  「角川日本地名大辞典」編纂委員会 1989, p. 1243.